# Kahe Mashariki
Kahe Mashariki è una circoscrizione rurale (rural ward) della Tanzania situata nel distretto rurale di Moshi, regione del Kilimangiaro. Conta una popolazione di 11 384 abitanti (censimento 2012).